# Jodłownik (Klein-Polen)
Jodłownik is een dorp in het Poolse woiwodschap Klein-Polen, in het district Limanowski. De plaats maakt deel uit van de gemeente Jodłownik.